# ドミヌス
ドミヌス (Dominus、複数形: Domini、女性形: Domina) は、ラテン語の単語である。ドミナスとカナ表記をする場合もある。マスター (en:Master) または所有権者 (Owner) 、のちに封建領主 (Lord) を意味するようになった。

## 古代ローマから中世ヨーロッパ
主権の称号として、共和政ローマ下のその用語は、古代ギリシアの僭主の全連合であった。それは初期プリンキパトゥスの間に拒否され、最終的にディオクレティアヌスの治世におけるローマ皇帝の公式の称号になった (284年から
476年のローマ帝国の政治機構が当時運営されていたドミナートゥスの用語が、ここに由来する) 。フランス語で"Sieur"  と等価であるドミヌス (Dominus) は、封建制の上位および中間 (en:Mesne)  の封建領主への、ラテン語の称号であった。

## 教会とアカデミー
ドミヌスはまた、教会あるいは学術の称号である。教会における称号は、英語の"Sir" (サー) に与えられた。それは聖職者の宗教改革以前に共通した接辞であり、例えばウィリアム・シェイクスピアの『ウィンザーの陽気な女房たち』でのSir Hugh Evans (サー・ヒュー・エヴァンス) のそれである。学術分野では、学士号 (en:Bachelor of Arts) 用の称号であり、そのためケンブリッジ大学等の大学で依然使われている。短縮形"Dom" (ドム) は、ローマ教会の司祭への栄誉の接頭語として用いられている。特に、ベネディクト会その他の修道会のメンバーに用いられる。

## 使用法
敬称Dom (ドム) はまた、ポルトガルの栄誉の称号であり、かつてブラジルでもそうであった。王室等のメンバーに用いられ、君主により授与された。スペイン語形式"Don" (ドン) もまた称号であり、かつて貴族に限られ適用された。やがて上流階級のどのメンバーにも適用される礼儀と敬意のひとつになった。女性形"Doña" (ドニャ) は同様に、レディーに適用される。イタリア語では、称号Don (ドン) あるいはDonna (ドンナ) もまた、カトリック聖職者の司教および、かつての貴族や南イタリアから区別された人々に指定される。ルーマニア語では、"Domn" (女性形 "Doamna") という言葉は共に中世の統治者の称号であり、名誉のしるしである。
英語で口語"Don"の、大学における特別研究員かカレッジのチューターでの用法の由来は、権限や地位のある者に対するスペイン語の称号としての適用または、学術的なDominus (ドミヌス) の用法としての適応である。オックスフォード英語辞典によると、その言語感覚の最初期の用法は、Souths Sermons (1660年) に出現する。英語の侮蔑的俗語、"Dan" (ダン) 、は最初"Master"同様に敬意の称号としてであった。詩に対する特殊な文学用法は、エドマンド・スペンサーによるDan Chaucer (ダン・チョーサー) という用法によるものである。それは純潔な英語の源泉である。